# Law & Society Review
Law & Society Review é uma revista acadêmica revisada por pares na área de direito e sociedade, campo correlato à sociologia do direito. Foi criada pela Law and Society Association (LSA) em 1966. É publicada pela editora Wiley-Blackwell, com quatro edições ao ano. De acordo com o Journal Citation Reports, o fator de impacto da revista em 2013 a posicionou em 31ª de 138 revistas na categoria "sociologia".